# Ludolph Brauer

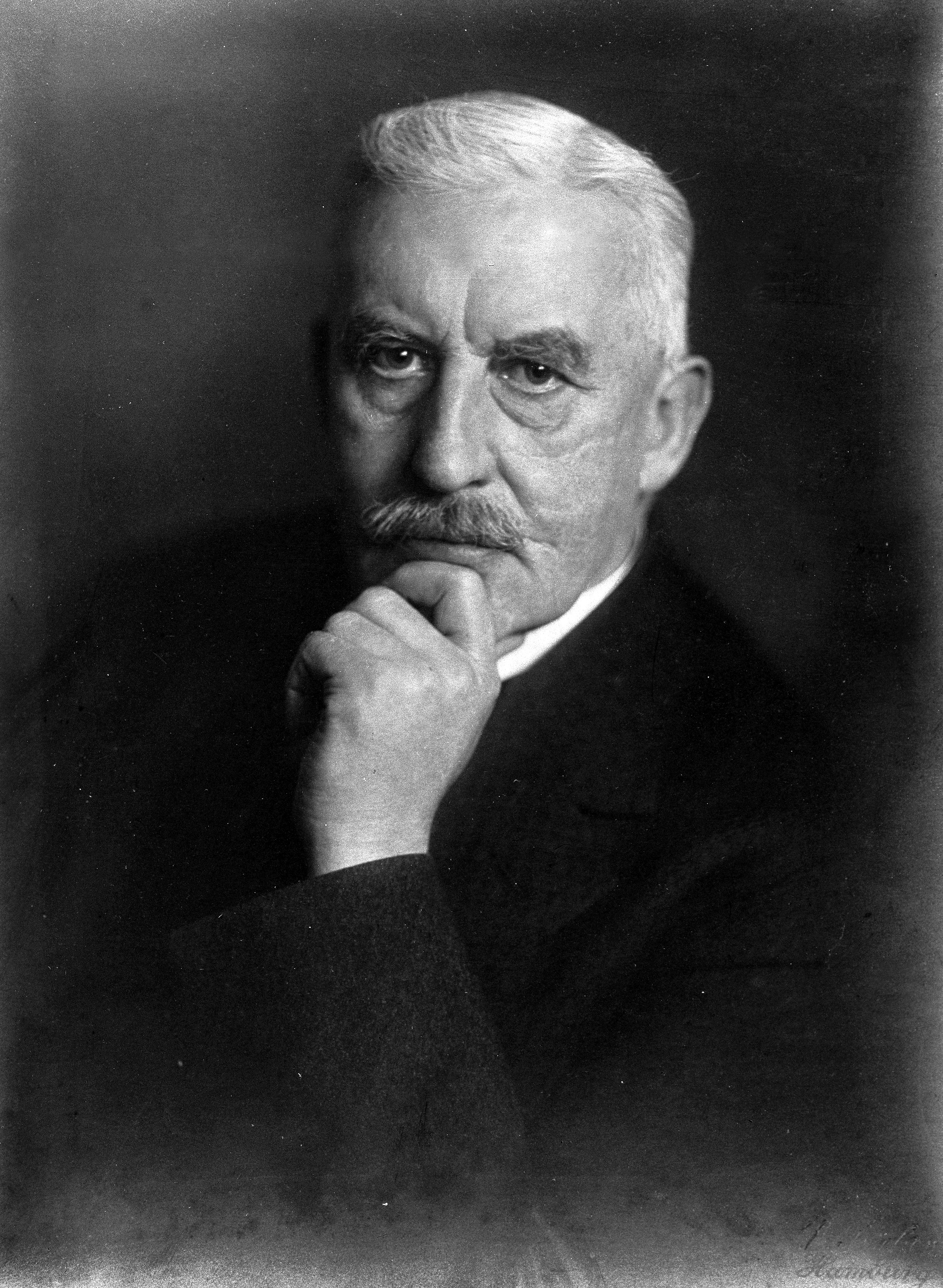
Ludolph Brauer

Ludolph Brauer, auch August Ludolf Brauer (* 1. Juli 1865 auf dem Rittergut Hohenhaus, Landkreis Thorn; † 25. November 1951 in München), war ein deutscher Internist und Pulmologe. Er gilt als einer der Wegbereiter der Luftfahrtmedizin.

## Leben
Ludolph Brauer war der Sohn eines Landwirts und Enkel eines Bremer Reeders und von Josephine Chopard aus New Orleans. Er studierte Medizin in  Bonn, in Marburg, München und Freiburg im Breisgau, wo er 1892 promoviert wurde (Über die Elephantiasis congenita). Im Studium wurde er Mitglied des Corps Hansea Bonn. Nach der Promotion war er Assistent von Wilhelm Heinrich Erb in Heidelberg, bei dem er sich 1897 für Innere Medizin habilitierte (Über den Einfluß von Quecksilber auf das Nervensystem des Kaninchens). 1902 wurde er Direktor der Medizinischen Poliklinik in Marburg und 1903 ordentlicher Professor in Marburg und Direktor der Medizinischen Klinik. 1911 wurde er Direktor des Allgemeinen Krankenhauses Eppendorf in Hamburg. Im Ersten Weltkrieg war er als beratender Internist in Polen, Palästina und der Türkei.
Brauer war von 1919 bis zu seiner Emeritierung 1934 ordentlicher Professor in Hamburg und daneben weiter Ärztlicher Direktor des Allgemeinen Krankenhauses Eppendorf. 1927 wurde sein der Tuberkulose-Forschungsanstalt angegliedertes Institut für medizinische Forschung auf dem Gebiet der Luftfahrt gegründet. 1931 wurde es als selbständiges Institut für Luftfahrtmedizin und Klimaforschung ins Vereinsregister eingetragen. Brauer wurde im Jahr 1932 zum Mitglied der Gelehrtenakademie Leopoldina gewählt.
1933 begrüßte Brauer als Prorektor der Hamburger Universität die Kanzlerschaft Hitlers:

„Wir bekennen uns zu unserem kraftvollen Reichskanzler Adolf Hitler [...]. Wir haben des Mannes, der uns von der deutschen Zwietracht erlösen sollte, sehnsüchtig geharrt. Nun ist er erstanden. Freudig wollen wir ihm dienen. ... In diesen hohen Idealen werden unsere deutschen Universitäten zu allen Zeiten dastehen, weil es Deutsche sind, die an ihnen walten.“

Im November 1933 unterzeichnete er das Bekenntnis der Professoren an den deutschen Universitäten und Hochschulen zu Adolf Hitler und zum nationalsozialistischen Staat. Zuvor waren Vorwürfe gegen Brauer erhoben worden. Brauer habe 1931 als Rektor einen Führer des Nationalsozialistischen Deutschen Studentenbundes wegen Verbreitens antisemitischer Schriften offiziell verwarnt. Er habe jüdische Assistenten bevorzugt, jüdische Rechtsanwälte beschäftigt und vor 1933 die Gründung völkischer Dozentenvereinigungen bekämpft. Brauer verfüge über gute Beziehungen zu Sozialdemokraten, namentlich Max Brauer und Senator Heinrich Eisenbarth, und sei Mitglied einer Logenvereinigung. Die Hamburger Ärztekammer erstellte damals eine Beurteilung, in der es hieß:

„Professor Brauer [...] war immer national eingestellt, aber ein ausgesprochener Gegner des Nationalsozialismus. [...] Nach der Machtergreifung hat er sich konsequent gegen alle unsere Maßnahmen gestellt und Sabotage zu treiben versucht. [...] Einer der übelsten Reaktionäre, die wir in Hamburg haben.“

In der Folge musste der 68-jährige Brauer seinen Dienst in Hamburg quittieren; er verzieh seinen dortigen Kollegen nie, dass sie sich 1933/34 nicht mit ihm solidarisiert hatten. Unter Mitnahme der von ihm gegründeten Deutschen Forschungsanstalt für Tuberkulose e. V. übersiedelte er nach Wiesbaden und gründete dort das Forschungsinstitut für allgemeine Medizin, das bioklimatische Forschungen betrieb, sowie das Forschungsinstitut für Arbeitsgestaltung, Altern und Aufbrauch e. V. Er wurde als „Vorstand“ des Instituts bezeichnet. Die Deutsche Arbeitsfront war Träger dieses Instituts. 1947 wurde Brauer Direktor des Tuberkulose-Forschungsinstituts München, das später den Namen Ludolph-Brauer-Institut erhielt.
Er war Ehrendoktor der Universitäten in Córdoba, Shanghai und Bonn und hatte eine Ehrenprofessur in Istanbul. 1940 erhielt er die Goethe-Medaille.
Seine Kinder waren die Kunsthistoriker Heinrich (1900–1981) und Elisabeth Brauer (1902–2000), die 1935 den Kunsthistoriker Ludwig Heinrich Heydenreich heiratete.

## Wissenschaftliche Bedeutung
Brauer war einer der führenden deutschen Herz- und Lungenchirurgen und einer der Begründer der modernen Herz- und Lungenfunktionsdiagnostik durch Untersuchung der Leistungsgrenzen von Herz, Lunge und Muskulatur. Er gilt als Entwickler der Überdruckbeatmung bei Narkosen und in der Intensivmedizin, wie sie heute weltweit Standard ist.
Im Gegensatz zu diesem bleibenden Verdienst gilt die von ihm „Kollapstherapie“ genannte Technik des künstlichen Pneumothorax zur Behandlung der Lungentuberkulose inzwischen als obsolet, die er, auf den Arbeiten von Carlo Forlanini aufbauend, in Deutschland einführte. (Brauer gilt als wissenschaftlicher Begründer der „Lungenkollapstherapie“.) Außerdem lieferte er Pionierarbeiten auf dem Gebiet der Thoraxchirurgie mit Hilfe des Druckdifferenzverfahrens (Überdruckatmung). Er führte mit Paul Friedrich erstmals paravertebrale subscapuläre Thorakoplastik aus (heute nicht mehr gebräuchlicher künstlich herbeigeführter Kollaps des Lungenflügels bei fortgeschrittener Tuberkulose) und entwickelte die Cardiolyse (Aufhebung der Verwachsung zwischen Herz und Brustbein). Von ihm stammen wichtige Arbeiten zur Funktion des Herzbeutels und zum Pneumothorax.
Außerdem forschte er zu Nervenkrankheiten, Infektionskrankheiten wie der Ruhr, Diäten, Herz-, Lungen- und Lebererkrankungen.

## Militärische Forschung
Brauer war ein Vorreiter der Forschung in militärischer Luftfahrtmedizin und Höhenmedizin. Seine Aktivitäten begannen bald nach dem Ersten Weltkrieg. Der Versailler Vertrag hatte eine deutsche Luftwaffe zwar offiziell verboten, doch entschloss sich die Reichsregierung im Gefolge der Ruhrbesetzung 1923, den Vertrag durch Einrichtung einer geheimen Fliegerschule mit Erprobungsstätte in der Sowjetunion zu umgehen, was ab 1925 umgesetzt wurde. Die Einrichtung von Brauers Institut für medizinische Forschung auf dem Gebiet der Luftfahrt stand als flankierende Maßnahme in direktem Zusammenhang damit. Für sein Institut nutzte er auch eine der beiden öffentlich finanzierten und eigentlich für die klinische Tätigkeit und die Tbc-Forschung vorgesehenen Dekompressionskammern, womit er auch in der Öffentlichkeit warb:

„(Meine Versuchsanlage ist in ihrer) Großzügigkeit und vielseitigen Verwendbarkeit in Deutschland einzigartig und für Luftfahrtmedizin, Hochtourismus, Meteorologie, Messtechnik gleich bedeutungsvoll“

Die Untersuchungen Brauers in seinem luftfahrtmedizinischen Institut befassten sich insbesondere mit Fragen der Flugtauglichkeit; entsprechend habilitierte sich Heinz von Diringshofen bei ihm auf diesem Gebiet.

## Veröffentlichungen (Auswahl)
- Über chronische adhäsive Mediastino-Perikarditis und deren Behandlung. In: Münchener medizinische Wochenschrift. Band 49, 1902, S. 1072 ff.
- Das Auftreten der Tuberkulose in Cigarrenfabriken. A. Stuber, Würzburg 1903.
- Die Kardiolysis und ihre Indicationen. In: Archiv für klinische Chirurgie. Band 71, 1903, S. 258–267.
- Ohne Titel: Antrittsvorlesung Marburg 1905 Seite 1[13], in Deutsche Medizinische Wochenschrift, Jg. 45, S. 1–16.
- Über Pneumothorax. Koch, Marburg 1906.
- Ludolph Brauer, Franz Maximilian Groedel et al.: Grundriss und Atlas der Röntgendiagnostik in der inneren Medizin. 2. Auflage, Lehmanns, München 1914.
- (Hrsg.): Der Tuberkulose-Fortbildungskurs des Allgemeinen Krankenhauses Hamburg-Eppendorf. Curt Cabitzsch, Würzburg 1913 (Band 1), 1914 (Band 2)
- mit Georg Schröder, Felix Blumenfeld (Hrsg.): Handbuch der Tuberkulose. 3. umgearb. Auflage, Barth, Leipzig 1923.
- The surgical treatment of pulmonary tuberculosis. Summary and conclusions. [Deutsche Forschungs-Anstalt für Tuberkulose, Hamburg 1928]
- mit Alexander Loery: Die röntgenologische Darstellung der Bronchien mittels Kontrastfüllung. Leipzig 1928.
- Das Institut für Luftfahrtmedizin und Klimaforschung am Eppendorfer krankenhaus zu Hamburg.
- Die wissenschaftlichen Grundlagen der Lungenkollapstherapie. Hamburg 1930.
- Ludolph Brauer: Die Forschungsinstitute am Eppendorfer Krankenhaus zu Hamburg. Verlag Paul Hartung, Hamburg 1930.
- mit Joachim Hein, Wilhelm Kremer, Ferdinand Sauerbruch, Walter Schmidt: Kollapstherapie der Lungentuberkulose. Thieme, Leipzig 1938.
- mit Hubertus Strughold, Hermann Rein (Hrsg.): Zeitschrift Luftfahrtmedizin. ISSN 0368-7651